# Gaio Rabirio Postumo
Gaio Rabirio Postumo (... – Roma, I secolo a.C.) è stato un politico romano.
Processato nel 54 a.C. per concussione. Fu difeso senza successo da Marco Tullio Cicerone nella Pro Rabirio Postumo. In seguito fu esiliato, ma fu poi richiamato in patria da Gaio Giulio Cesare.